# Heiko Rannula
Heiko Rannula (Ilmatsalu, 28 luglio 1983) è un allenatore di pallacanestro ed ex cestista estone.

## Palmarès

### Giocatore
- Campionato estone: 1

Tartu Ülikooli: 2003-2004
- Coppa di Estonia: 2

Tartu Ülikooli: 2002, 2004

### Allenatore
- Campionato estone: 3

Pärnu: 2021-2022
Kalev/Cramo: 2022-2023, 2023-2024
- Campionato polacco: 1

Legia Varsavia: 2024-2025
- Coppa di Estonia: 3

Kalev/Cramo: 2022, 2024, 2025